# María del Carmen Viel Ferrando
Maria del Carmen Viel Ferrando (ur. 27 listopada 1893 w Sueca, zm. 4 listopada 1936) – błogosławiona Kościoła katolickiego.

## Życiorys
Prowadziła działalność społeczną, a następnie została członkinią Akcji Katolickiej. Aresztowano ją podczas wojny domowej w Hiszpanii. W więzieniu okrutnie ją torturowano, a następnie została stracona przez rozstrzelanie w nocy 4 na 5 listopada 1936 roku. Zginęła mając 42 lata.
Beatyfikował ją papież Jan Paweł II w grupie z Józefem Apariciem Sanzem i 231 towarzyszami w dniu 11 marca 2001 roku.